# Krakówki-Zdzichy
Krakówki-Zdzichy [kraˈkufki ˈzd͡ʑixɨ] est un village polonais de la gmina de Grodzisk dans le powiat de Siemiatycze et dans la voïvodie de Podlachie. Il se situe à environ 8 kilomètres au sud-ouest de Grodzisk, à 20 kilomètres au nord-ouest de Siemiatycze et à 72 kilomètres au sud-ouest de Bialystok. 
Le village compte approximativement 60 habitants.